# Архитектура Европе
Архитектура Европе обухвата изузетно разнолик и богат корпус градитељског наслеђа и пракси који су се развијали на европском континенту од праисторијских времена до данас. Карактерише је континуирани развој, смена различитих архитектонских стилова, регионалне специфичности и значајан утицај на архитектуру у другим деловима света. Европска архитектура одражава историјске, друштвене, религиозне, технолошке и културне промене које су обликовале континент.

## Праисторијска архитектура
Најранији трагови архитектуре у Европи потичу из праисторије.
- Мегалитска архитектура: Током неолита и бронзаног доба (од око 4500. п. н. е. до 1500. п. н. е.), широм Европе подижу се монументалне грађевине од великих камених блокова (менхири, долмени, кромлеси попут Стоунхенџа у Енглеској или Карнака у Француској). Њихова намена је често била ритуална или погребна.[2]
- Неолитска насеља и станишта: Остаци неолитских насеља показују различите типове кућа, од земуница до надземних кућа од дрвета и блата (нпр. сојеничка насеља у области Алпа, или насеља Винчанске културе на Балкану).

## Античка архитектура
Класична античка архитектура Грчке и Рима поставила је темеље за велики део касније европске архитектуре.

### Старогрчка архитектура
Развијала се од око 800. п. н. е. до I века п. н. е. Кључне карактеристике:
- Храмови као најзначајнији тип грађевине, са стубовима и забатом.
- Развој архитектонских редова: дорски, јонски и коринтски.
- Употреба камена (посебно мермера) као главног грађевинског материјала.
- Значајни објекти: Атински акропољ са Партеноном, Ерехтејоном; позоришта (Епидаур), агоре.

### Римска архитектура
Наставља се на грчку традицију, али уводи и значајне иновације (од I века п. н. е. до V века н.е.).
- Употреба лука, свода и куполе.
- Развој римског бетона (opus caementicium) као новог грађевинског материјала.
- Разноврсни типови грађевина: храмови (Пантеон у Риму), базилике, амфитеатри (Колосеум), позоришта, терме (јавна купатила), акведукти, тријумфалне капије, мостови.
- Урбанизам и планирање градова.

## Средњовековна архитектура

### Ранохришћанскаивизантијска архитектура
- Ранохришћанска архитектура (IV–VI век): Развија се након признавања хришћанства. Доминира тип хришћанске базилике (нпр. Стара базилика Светог Петра у Риму), али се јављају и грађевине централног плана (крстионице, маузолеји).
- Византијска архитектура (IV–XV век): Наставак римске и ранохришћанске традиције са центром у Цариграду. Карактерише је употреба купола (често на пандантифима), мозаика и сложених просторних решења. Најзначајнији споменик је Аја Софија у Истанбулу (VI век). Утицала је на архитектуру православних земаља, укључујући и српску средњовековну архитектуру.

### Предроманика
Период од око 500. до 1000. године у Западној Европи, који обухвата меровиншку, каролиншку и отонску архитектуру. Карактерише је разноврсност регионалних стилова и постепени развој елемената који ће довести до романике.

### Романика
Развија се отприлике од 1000. до 1200. године. Одлике:
- Масивне грађевине од камена.
- Полукружни лукови.
- Бачвасти и крстасти сводови.
- Дебели зидови са малим прозорима.
- Наглашена вертикалност кула (звоника).
- Декоративна камена пластика на порталима и капителима.

Значајни примери: Катедрала у Пизи, Црква Светог Сернена у Тулузу, опатијска црква у Клинију.

### Готика
Настаје у Француској средином XII века и траје до XV/XVI века. Кључне карактеристике:
- Преломљени (шиљасти) лук.
- Ребрасти свод.
- Систем контрафора (потпорних стубова) и летећих упорњака, што омогућава велике прозоре.
- Витражи (сликано стакло).
- Тежња ка висини и светлости.
- Розете и богата декоративна пластика.

Значајни примери: Базилика Сен Дени, Катедрала Нотр Дам у Паризу, Катедрала у Шартру, Катедрала у Ремсу, Келнска катедрала.

## Архитектура новог века

### Ренесанса
Настаје у Италији почетком XV века и шири се Европом. Представља обнову интересовања за класичну античку архитектуру.
- Нагласак на симетрији, пропорцији и хармонији.
- Употреба класичних елемената: стубови, пиластри, тимпанони, куполе.
- Кључни архитекти: Брунелески, Алберти, Браманте, Паладио.

Значајни примери: Купола Фирентинске катедрале, Базилика Светог Петра у Риму (почетак градње), палате у Фиренци и Риму.

### Барокирококо
- Барок (XVII – средина XVIII века): Карактерише га монументалност, динамичност, раскош, употреба кривих линија, контраста светлости и сенке, богата декорација. Значајни архитекти: Бернини, Боромини. Примери: Трг Светог Петра у Риму, Дворац Версај.
- Рококо (прва половина XVIII века): Лаганији, елегантнији и интимнији стил, са нагласком на асиметричној орнаментици (rocaille). Чест у ентеријерима.

### Неокласицизам
Јавља се средином XVIII века као реакција на барок и рококо, инспирисан поновним открићима Помпеје и Херкуланеума.
- Повратак једноставности, строгости и монументалности класичне грчке и римске архитектуре.
- Употреба стубова, забата, јасних геометријских форми.

Примери: Пантеон у Паризу, Бранденбуршка капија у Берлину.

### Архитектура XIX века
Обележена је историцизмом (обнова ранијих стилова: неороманика, неоготика, неоренесанса, необарок) и еклектицизмом (комбиновање елемената различитих стилова).
- Појава инжењерске архитектуре и употреба нових материјала: гвожђа и стакла (нпр. Кристална палата у Лондону, Ајфелова кула у Паризу).
- Сецесија (Ар нуво) крајем века доноси нове декоративне форме инспирисане природом.

## Модерна архитектура (XX век)
Обухвата низ праваца који одбацују историцизам и традиционалне форме.
- Рана модерна и авангардни покрети (почетак XX века): Футуризам, конструктивизам, Де Стајл, Баухаус (Валтер Гропијус).
- Интернационални стил и Високи модернизам (1920-их до 1970-их): Нагласак на функционалности ("форма прати функцију"), једноставним геометријским облицима, одсуству орнамената, употреби стакла, челика и бетона. Кључни архитекти: Ле Корбизје, Мис ван дер Рое, Гропијус.
- Брутализам и касна модерна: Често коришћење грубог бетона (béton brut).

## Постмодерна архитектура
Јавља се као реакција на строгост модернизма крајем 1960-их и 1970-их.
- Повратак историјским цитатима, орнаменту, боји, хумору и симболици.
- Наглашена индивидуалност и контекстуалност.

## Савремена архитектура (крај XX – XXI век)
Карактерише је велика разноврсност стилова и приступа:
- Деконструктивизам (нпр. Френк Гери).
- Хај-тек архитектура (нпр. Норман Фостер, Ренцо Пјано).
- Одржива (зелена) архитектура, еколошка архитектура.
- Дигитална архитектура и параметријски дизајн.

## Утицај европске архитектуре
Европска архитектура је током векова имала огроман утицај на градитељство широм света, посебно кроз колонијализам, миграције и ширење културних модела. Класични, готички, ренесансни, барокни и модерни стилови из Европе адаптирани су и интерпретирани у различитим деловима света.